# Schlieben (Familienname)
Schlieben ist ein deutscher Familienname.

## Namensträger
- Adam von Schlieben (1552–1628), brandenburgischer Geheimer Rat
- Adam Georg von Schlieben (1629–1708), Hofbeamter und Ordenssenior
- Albrecht Ernst von Schlieben (1681–1753), preußischer Staatsminister
- Balthasar von Schlieben († nach 1485), kurfürstlicher Rat in Brandenburg und Propst von Lebus und Magdeburg
- Barbara Schlieben (* 1973), deutsche Historikerin
- Brigitte Schlieben-Lange (1943–2000), deutsche Romanistin
- Christian Dietrich von Schlieben († 1680), Besitzer von Vetschau und umliegender Dörfer in der Niederlausitz
- Christian Dietrich II. von Schlieben († 1721 oder später), sächsischer Gutsbesitzer
- Egon von Schlieben (1852–1933), sächsischer Generalleutnant
- Eleonore von Schlieben (1720–1755), Hofdame der preußischen Königin Elisabeth Christine
- Erdmann von Schlieben (1632–1686), sächsischer Gerichtsassessor und Gutsbesitzer
- Eustachius von Schlieben († 1568), kurfürstlicher Rat in Brandenburg und Amtshauptmann von Zossen
- Friederike von Schlieben (1757–1827), Ehefrau des Herzogs Friedrich Karl von Schleswig-Holstein-Sonderburg-Beck
- Friedrich Karl von Schlieben (1716–1791), preußischer Generalleutnant und Landdrost von Rees und Isselburg
- Georg von Schlieben (Söldner) († 1475), deutscher Söldnerführer und Grundeigentümer
- Georg von Schlieben (Amtmann) († 1521), deutscher Amtmann
- Georg von Schlieben (General) (1843–1906), deutscher Generalleutnant und Politiker
- Georg Christoph von Schlieben (1676–1748), preußischer Staatsminister
- Gertrud von Schlieben (1873–1939), deutsche Schriftstellerin
- Hans von Schlieben († 1599/1601), Landeshauptmann der Niederlausitz
- Hans-Joachim Schlieben (1902–1975), deutscher Pflanzenzüchter und -sammler
- Joachim Friedrich von Schlieben († 1697), Landsyndikus und Konsistorialrat der Niederlausitz
- Johann Ernst von Schlieben (1586–1620), Komtur von Lietzen und kurbrandenburgischer Hofrat
- Johann Friedrich von Schlieben (1630–1696), kurbrandenburger Generalmajor und Amtshauptmann von Tilsit
- Karl-Wilhelm von Schlieben (1894–1964), deutscher Generalleutnant
- Leopold von Schlieben (1723–1788), preußischer Minister
- Liborius von Schlieben, Bischof von Lebus
- Ludwig von Schlieben (1875–1957), deutscher Maler
- Otto von Schlieben (1875–1932), deutscher Jurist, Verwaltungsbeamter und Politiker (DkP, DNVP)
- Richard von Schlieben (1848–1908), sächsischer Kultusminister und Amtshauptmann
- Wilhelm Ernst August von Schlieben (1781–1839), deutscher Statistiker
- Wilhelmine Luise Elisabeth von Schlieben (1765–1852), deutsche Lyrikerin